# Mladen Mladenović
Mladen Mladenović (født 13. september 1964) er en tidligere kroatisk fodboldspiller.

## Kroatiens fodboldlandshold
| Kroatiens landshold | Kroatiens landshold | Kroatiens landshold |
| År                  | Kmp                 | Mål                 |
| ------------------- | ------------------- | ------------------- |
| 1990                | 2                   | 0                   |
| 1991                | 1                   | 0                   |
| 1992                | 0                   | 0                   |
| 1993                | 1                   | 0                   |
| 1994                | 6                   | 2                   |
| 1995                | 5                   | 1                   |
| 1996                | 4                   | 0                   |
| Total               | 19                  | 3                   |